# Сражение при Пишки (1849)
Сражение при Пишки (венг. Piski csata) 9 февраля 1849 года была частью венгерской войны за независимость и принесла генералу Бему победу над австрийцами под командованием фельдмаршал-лейтенанта Пухнера. Успех послужил основой для последующего отвоевания Трансильвании венгерскими повстанцами.

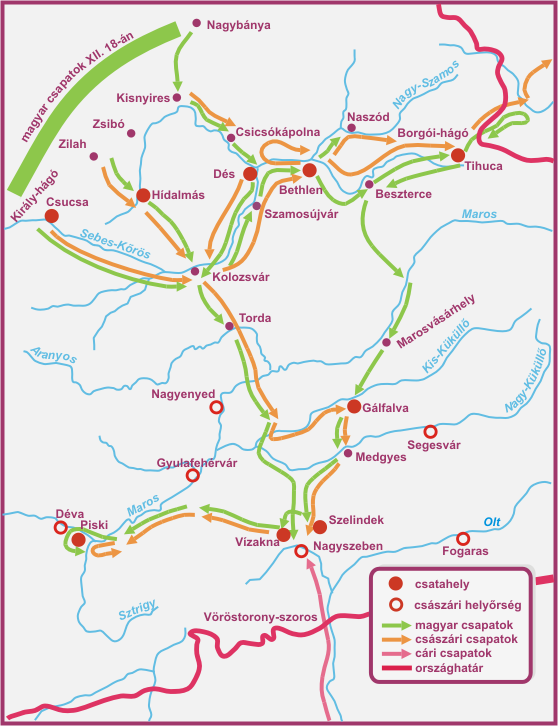
Действия войск Ю. Бема
зимой 1849 г. в Трансильвании

После тяжелого поражения при Визакне у генерала Юзефа Бема осталось всего 1500 человек и несколько орудий, и он отступил на запад. После успешных арьергардных боев его отряд соединился с войсками, присланными Дамьяничем, так что так называемая Трансильванская армия выросла до 7000 человек. Следующей задачей венгров стало остановить австрийцев и валахов Пухнера до того, как они доберутся до придунайской низменности.  
8 февраля венгерские части заняли позиции у Пишки (рум. Симерия, нем. Фишдорф) для защиты 40-метрового деревянного моста, построенного через реку Стриги. Бем заявил: «Если мост будет потерян, Трансильвания будет потеряна». Хотя стояли морозы, река была покрыта только тонким льдом, и её было нелегко пересечь наступающим австрийцам. Венгерскому авангарду под командованием Кемени с 2 пехотными батальонами, 2 эскадронами и 12 орудиями было приказано держаться у моста, пока не прибудет подкрепление из Девы.
Так как Антал Пухнер не мог командовать из-за болезни, один из его бригадиров, генерал-майор Иосиф Каллиани, должен был провести атаку на мост у Пишки. У австрийцев было около 5500 пехотинцев, 700 кавалеристов и 40 орудий. Две бригады заняли гребень к югу от главной дороги и получили указание, как только артиллерия возымеет достаточное воздействие на противника, форсировать реку.
Бой начался около 6 часов. После примерно двухчасовой артиллерийской дуэли, которая была не очень эффективной из-за расстояния, около 8 часов утра последовала атака австрийской пехоты. Вскоре начались бои по всей линии. Около 9 часов пехота австрийцев начала атаку 40-метрового моста и выбила с него венгров. Тогда два батальона, приведенные полковником Яношем Чецем, предприняли штыковую контратаку, чтобы отбить его. Во время нового боя за мост возникла давка, оба противника из-за одинаковой формы путались, а иногда и застревали в толчее. Имперцы, которые медленно продвигались по мосту вслед за отступающими венграми, попали под огонь венгерской артиллерии, но все же выбили противника.
В этот момент на поле боя прибыл генерал Бем и лично стал наводить порядок. В течение получаса венгерская боевая линия была перестроена поперек дороги на Деву. После прибытия дополнительных подкреплений войска Бема увеличились до 10 батальонов, 7 кавалерийских эскадронов, всего 6500 человек, из которых 900 кавалеристов и 28 орудий. Заметив, что австрийцы начинают обходить его правый фланг через Надь-Барча, Бем усилил этот уязвимый фланг. 
Бем встретил имперцев на западном берегу реки, понесших тяжелые потери при пересечении моста, и воспользовался подходящим моментом, чтобы провести еще одну контратаку. Снова разгорелся бой, но генерал Каллиани отказался от его продолжения из-за истощения своих войск и нехватки боеприпасов как в артиллерии, так и в пехоте, и приказал отступать. Австрийцы стали отходить в направлении Пада. Бем приказал их преследовать, что было прекращено из-за наступления темноты.
Стороны имели примерно равные потери: имперцы потеряли 4 офицера и 125 рядовых; 8 офицеров и 381 рядовых были ранены и 2 офицера и 141 человек пропали без вести или попали в плен, всего 15 офицеров и 657 рядовых.
Победа при Пишки стала решающим поворотным моментом в венгерских действиях на этом военном театре, поскольку генерал Бем в дальнейшем смог соединиться с секлерами и после битвы при Медиаше (3 марта) подчинил власти венгерского национального правительства всю Трансильванию.